# Elias Sadaq
Elias Zakarias Sadaq (født 5. februar 1994 i Aarhus V) er en dansk forfatter og dramatiker. Hans forfatterskab kredser om maskulinitet, seksualitet og spiritualitet. Han har deltaget i debatten om at være dansk muslim og homoseksuel , og han er den første lyriker i Danmark til at skrive om at være dobbeltminoritet som muslim og queer.

## Baggrund
Sadaq er opvokset i Toveshøj i Gellerupplanen i et konservativt religiøst hjem med en far, der stammer fra Marokko, og en mor, der stammer fra Danmark og er konverteret til islam. Han har to storesøstre og en lillebror.
Sadaq begyndte i 2017 at læse mellemøststudier og skiftede året efter til religionsvidenskab, begge dele på Københavns Universitet. Han blev 2025 uddannet dramatiker fra Den Danske Scenekunstskole i Aarhus.
Sadaq sprang som 23-årig ud som homoseksuel, hvilket førte til et brud med hans far.
Sadaq har været aktiv i foreningen Sabaah, der samler LGBT+-personer med minoritetsetnisk baggrund. Han deltager desuden i den offentlige debat om portrætteringen af minoritetsetniske danskere i medierne.
Sadaq har medvirket i bogen Nysgerrige Normbrydere (2021) og i fotoudstillingen Presence af Sangria Valentino (2021).

## Karriere
Sadaq debuterede som digter med den digitale digtsamling GADESTREGER (2019), som han udgav på sit eget forlag, forlagetgadefilosofi. Den er blevet kaldt "et pionérværk", som for første gang "fremskriver en muslimsk queer-identitet". Digtsamlingen blev nomineret til kulturprisen ved Danish Rainbow Awards året efter, og han modtog i 2020 skulderklaplegatet på 10.000 kr. fra Danske Skønlitterære Forfattere for digtsamlingen.
Han debuterede som dramatiker med teatermonologen Den unge Elias' lidelser (2021) på Folketeatret, som blev genopsat under WorldPride i København 2021. En bearbejdet udgave af manuskriptet til forestillingen er udkommet som bog på forlaget Det Poetiske Bureau.
Han har bidraget med novellen Cruising til bogen S3X, som er udgivet af People's Press i samarbejde med Peech. Han har bidraget til Jeg er vred, et kollektivt langdigt af 47 forfattere skrevet i dagene efter Hamas’ angreb på Israel og Israels efterfølgende bombardement af Gaza i efteråret 2023. Først bragt i Information, siden udkommet i bogform. Han har også bidraget med et essay om racisme og homoseksualitet til antologien Person. Tekster om ligeværd, sprog og magt, udgivet af Gads Forlag.
Hans anden digtsamling Djinn udkom i 2024 på forlaget Gyldendal, som blev Sadaqs gennembrudsværk: Sadaq trækker på personlige erfaringer i Djinn, ligesom han gør i sit øvrige kunstneriske virke som både digter og dramatiker:  Sadaq modtog LGBT+ Danmarks arbejdslegat Årets Søhest for Djinn. Han blev også nomineret til Litteraturprisen ved Danish Rainbow Awards og var blandt finalisterne til Debutantprisen for udgivelsen.
Aarhus Teater satte hans dramatisering af Selma Lagerlöfs gyserroman Køresvenden op i efteråret 2024. Blaagaard Teater viser i 2025 Sadaqs egen dramatisering af digtsamlingen, Djinn.
Han er i 2025-26 ansat som writer-in-residence på Syddansk Universitet.
Han har udgivet digte i tidskrifterne OXY Magazine, Professor Kuhlau og hans slægt, Udkant, Addanda, Grøn Sten, SOS MEGAZINE, BEDTIME Magazine og Reception.

## Værker

### Udgivelser
- 2024: Carte Blanche, bidrag til antologien Person. Tekster om ligeværd, sprog og magt, Gads Forlag
- 2024: Djinn, digtsamling, Gyldendal
- 2023: Jeg er vred, bidrag til kollektivt langdigt, Forfattere for et frit Palæstina
- 2023: Cruising, novelle, bidrag til antologien S3X, People's Press
- 2021: Den unge Elias’ lidelser, teatermonolog, Det Poetiske Bureau
- 2019: GADESTREGER, digtsamling, forlagetgadefilosofi

### Forestillinger
- 2025: Djinn, Blaagaard Teater
- 2024: Køresvenden, Aarhus Teater
- 2023: FREMMEDLEGIONEN, Den Danske Scenekunstskole
- 2021: Den unge Elias' lidelser, Folketeatret
- 2020: STREETLINES, monolog, Copenhagen Pride